# 마쓰다 겐타 (연예인)
마츠다 겐타(일본어: 松田 元太, 1999년 4월 19일 ~ )는 일본의 배우, 가수, 탤런트이다. 일본 사이타마현 출신. STARTO ENTERTAINMENT 소속으로, 7인조 남성 그룹 Travis Japan의 멤버이다.

## 약력
- 2011년 2월, 쟈니스 사무소 입소.[1]
- 2012년 7월 24일, 소년구락부의 수록에서 마츠시마 소우, 마리우스 요, 진구지 유타, 나카무라 레이아, 하니우다 아무, 이노우에 미즈키, 쿠라모토 카오루, 모토다카 카즈키, 무라키 료타, 마츠쿠라 카이토와 함께 Sexy Boyz의 멤버로 발표.
- 2014년 5월 5일, Sexy Zone의 형제유닛으로써 결성된 Sexy 松(Show)의 멤버로 발표.[2]
- 2015년 1월, 드라마 「오빠, 가챠」를 통해 배우 데뷔[3].
- 2017년 11월 18일, 「오다이바 무도장 주말의 놀이터」 낮 공연에서 마츠쿠라 카이토와 함께 Travis Japan의 멤버로 발표.

## 프로필
- 별명 : 겐겐(げんげん), 겐타(元太/げんた), 겐짱(げんちゃん), 퐁타(ポン太)
- 신체 : 166cm, 49kg, 250mm, B-79cm/W-69cm/H-92cm, O형
- 가족 : 부모님, 여동생[4], 반려견 하나짱[5]
- 입소일 : 2011년 2월
- 입소동기 : 하니우다 아무 등
- 짝꿍 : 마츠쿠라 카이토[6]
- 동경하는 선배 : 야마다 료스케
- 특기 : 댄스[7], 축구[8]
- 취미 : 영화보기
- 좋아하는 음식 : 아이스크림, 치킨, 오믈렛, 계란말이
- 좋아하는 계절 : 봄, 여름
- 좋아하는 노래 : Hey! Say! JUMP - OVER
- 좋아하는 동물 : 강아지
- 좋아하는 과목 : 영어, 체육
- 싫어하는 과목 : 수학

## 출연

### 드라마
- 오빠, 가챠 (2015년 1월 10일 ~ 3월 28일, 닛테레) - 네가 역

### 영화
- 무파사: 라이온 킹 (2024년 12월 20일) - 타카 역 (더빙)

### 예능・음악 방송
- 소년구락부 (2011년 ~ , NHK)
- 양양 JUMP (2011년 4월 16일 ~ , TV 도쿄)
- SMAP×SMAP (2011년 6월 27일, 후지 TV)
- 베스트아티스트 2011 (2011년 11월 30일, 닛테레)
- 제62회 NHK 홍백가합전 (2011년 12월 31일, NHK)
- Johnny's Jr. Land (2011년 10월 2일 ~ 2013년 9월 30일 , BS 스카파)
- 가무샤라! (2014년 4월 12일 ~ 2016년 4월 2일, TV 아사히)

### 광고
- 베스킨라빈스 31 「한여름의 눈사람 대작전!」 (2013년 7월 ~ )[9]

### 뮤직비디오
- Sexy Zone
  - Sexy Zone - 「Sexy Zone」（2011년）
  - Sexy Zone - 「Real Sexy!/BAD BOYS」（2013년）
  - Sexy Zone - 「バィバィDuバィ〜See you again〜/A MY GIRL FRIEND」（2013년）
  - Sexy Zone - 「Cha-Cha-Cha チャンピオン」（2015년）
  - Sexy Zone - 「Let's Go To Earth」（2015년）
- A.B.C-Z
  - A.B.C-Z - 「Za ABC～5stars～」（2012년）
  - A.B.C-Z - 「Twinkle Twinkle A.B.C-Z」（2013년）

### 콘서트
- 쟈니스Jr.
  - 칸사이쟈니스Jr. 첫 전국투어 2013 (2013년 7월 6일 ~ 7일, NHK 홀)
  - 쟈니스Jr.축제 (2017년 4월 8일 ~ 9일, 사이타마 슈퍼 아레나)
  - 가무샤라
    - 가무샤라 J's Party!! Vol.1 (2014년 2월 1일 ~ 2일, EX시어터 록본기)[10]
    - 가무샤라 J's Party!! Vol.3 (2014년 4월 16일 ~ 17일, EX시어터 록본기)[11]
    - 가무샤라 Sexy 여름축제!! (2014년 8월 1일, 8월 3일 ~ 4일, 8월 6일 ~ 7일, 8월 9일, EX시어터 록본기)[12]
    - 가무샤라 J's Party!! Vol.7 (2015년 1월 25일 ~ 26일, EX시어터 록본기)[13]
    - Johnnys' Mr.KING SUMMER STATION (2016년 7월 30일 ~ 8월 1일, 8월 6일 ~ 7일, 8월 10일 ~ 11일, 8월 13일 ~ 14일, EX시어터 록본기)[14]
- 타키 & 츠바사
  - 타키 & 츠바사 10주년 in 도쿄 돔 (2012년 9월 8일 ~ 9일, 도쿄 돔)
- KAT-TUN
  - KAT-TUN LIVE TOUR 2012 Chain (2012년 4월 20일 ~ 22일, 도쿄 돔)
- Hey! Say! JUMP
  - Hey! Say! JUMP 용기100％ 전국 투어 (2011년 5월 3일 ~ 5일, 요코하마 아레나)
  - Hey! Say! JUMP New Year Concert 2012 (2012년 1월 2일 ~ 7일, 요코하마 아레나)
  - Hey! Say! JUMP ASIA FIRST TOUR 2012 (2012년 5월 3일 ~ 9일, 요코하마 아레나)
- Kis-My-Ft2
  - Kis-My-Ft2 Debut Tour 2011 Everybody Go (2011년 7월 29일 ~ 31일, 요코하마 아레나)
  - Kis-My-Ft2 Kis-My-MINT Tour (2012년 4월 8일, 도쿄 돔)
  - Kis-My-Ft2 SNOW DOME의 약속 in TOKYO DOME (2012년 11월 5일 ~ 16일, 도쿄 돔)
- Sexy Zone
  - Sexy Zone First Concert 2012 (2012년 2월 11일 ~ 19일, 도쿄 국제 포럼 홀A, 오사카 우메다 예술극장 메인 홀)
  - Sexy Zone 아리나 콘서트 2012 (2012년 3월 29일 ~ 4월 1일, 요코하마 아레나, 오사카 성 홀)
  - NEW YEAR CONCERT 2013 Sexy Zone (2013년 1월 4일 ~ 6일, 요코하마 아레나)
  - Sexy Zone Japan Tour 2013 (2013년 3월 26일 ~ 5월 6일, 후쿠오카 선파레스, 나고야 일본 가이시 홀, 고베 월드기념 홀, 삿포로 니토리 문화 홀, 요코하마 아레나)
  - 리얼스콥 Sexy Zone 사토 쇼리 with 쟈니스Jr. in 오다이바 합중국 2013 (2013년 8월 21일, 오다이바 합중국 Open Summer 스타디움)
  - Sexy Zone Concert Tour Sexy Second (2014년 5월 3일 ~ 6일, 요코하마 아레나)
  - Sexy Zone Summer Concert 2014 (2014년 7월 23일, 사이타마 슈퍼 아레나)
  - 여름방학 스페셜 이벤트 사토 쇼리 솔로 콘서트 (2014년 7월 29일, 8월 11일 EX시어터 록본기)
  - Sexy Zone Sexy Power Tour (2015년 3월 15일 ~ 5월 28일, 마린멧세 후쿠오카, 요코하마 아레나, 오사카 성 홀, 나고야 일본 가이시 홀)
  - Johnnys' Summer Paradise 2016 - 나카지마 켄토 Love Ken TV (2016년 3월 29일 ~ 4월 1일, 도쿄 돔 시티 홀)
- A.B.C-Z
  - A.B.C-Z 2011 First Concert in YOYOGI (2011년 11월 6일, 국립 요요기 경기장)
  - A.B.C-Z 전국투어 2013 (2013년 3월 23일 ~ 5월 25일, 국립 요요기 경기장)
  - A.B.C-Z Summer Concert 2014　Legend (2014년 9월 14일 ~ 15일, 국립 요요기 경기장)

### 연극・뮤지컬
- SUMMARY
  - SUMMARY 2011 (2011년 8월 7일 ~ 9월 11일, 도쿄 돔 시티 홀)
  - Hey! Say! JUMP 안녕 여름방학! SUMMARY 스페셜 (2011년 9월 24일 ~ 25일, 도쿄 돔)
  - Johnny's Dome Theatre ~SUMMARY~ (2012년 8월 11일 ~ 9월 2일, 우메다 예술극장, 도쿄 돔 시티 홀)
- JOHNNYS' World
  - JOHNNYS' World - 쟈니스・월드 - (2012년 11월 10일 ~ 2013년 1월 27일, 도쿄 제국극장)
  - JOHNNYS' World의 감사제 in 도쿄 돔 (2013년 3월 16일 ~ 17일, 도쿄 돔)
  - JOHNNYS' 2020 World (2013년 12월 7일 ~ 2014년 1월 27일, 도쿄 제국극장)
  - 2015 신춘 JOHNNY'S World (2015년 1월 1일 ~ 27일, 도쿄 제국극장)
  - JOHNNYS' Future WORLD from 제국 to 하카타 (2016년 9월 19일 ~ 30일, 하카타좌)
  - JOHNNYS' Future WORLD (2016년 10월 8일 ~ 25일, 우메다 예술극장)
- 쟈니스 긴자
  - 쟈니스긴자 You의 앞에는 Me가 있어! (2012년 5월 24일 ~ 26일, 시어터 크리에)
  - 쟈니스긴자 2013 (2013년 5월 1일 ~ 2일, 8일 ~ 9일, 15일 ~ 16일, 29일 ~ 30일, 시어터 크리에)
  - 쟈니스긴자 2014 (2014년 5월 24일 ~ 25일, 5월 31일 ~ 6월 1일, 시어터 크리에)
  - 쟈니스긴자 2015 (2015년 5월 12일 ~ 14일, 시어터 크리에)[15]
  - 쟈니스긴자 2016 (2016년 5월 24일 ~ 26일, 시어터 크리에)
- Endless SHOCK
  - Endless SHOCK (2017년 2월 1일 ~ 3월 31일, 제국극장[16] / 9월 8일 ~ 30일, 우메다 예술극장[17] / 10월 8일 ~ 31일, 하카타좌[18]) - 마츠다 겐타 역
- DREAM BOYS JET (2013년 9월 5일 ~ 29일, 도쿄 제국극장)
- 타키자와 가부키 2016 (2016년 4월 10일 ~ 5월 15일, 신바시 연무장)
- WBB vol.12 「미크로월드・판타지아」 (2017년 7월 26일 ~ 8월 1일, 키노쿠니야서점 사잔시어터 TAKASHIMAYA / 2017년 8월 4일 ~ 8월 6일, 그랑프론트 오사카 북관 4층「나렛지시어터」) - 아리 역 (사노 미즈키와 더블주연)

### 수상
- 쟈니스악곡대상 2015 - 콤비부문 46위 (마츠마츠[19]콤비)